# Hippeastrum crociflorum
Hippeastrum crociflorum là một loài thực vật có hoa trong họ Amaryllidaceae. Loài này được Rusby mô tả khoa học đầu tiên năm 1910.